# Viaggio nell'interspazio
Viaggio nell'interspazio (Spaceways) è un film del 1953 diretto da Terence Fisher. È una pellicola di fantaspionaggio liberamente ispirata a un radiodramma scritto da Charles Eric Maine. Costituisce - assieme al film Four Sided Triangle dello stesso anno - l'esordio nel genere fantascientifico della casa di produzione britannica Hammer Film.

## Trama
In una stazione segreta britannica lo scienziato Steve Mitchell collabora nella realizzazione di un razzo che, progettato per raggiungere la quota di 1000 miglia, dovrebbe  diventare il primo satellite artificiale della storia. Viene lanciato in orbita un modello sperimentale ma, a causa di un guasto, non raggiunge la quota prevista fermandosi ad un'altezza di 633 miglia nell'esosfera. Si scopre inoltre che la moglie di Steve, Vanessa, e il dottor Crenshaw, uno degli scienziati, sono scomparsi.
A investigare sulla scomparsa viene chiamato Smith, che accusa Steve di aver ucciso i due a seguito della scoperta della loro relazione segreta e di avere nascosto i cadaveri nel missile, manomettendo quest'ultimo per impedirne il ritorno.
Steve, per provare la propria innocenza, aiutato dalla sua amica e assistente Lisa, progetta di decollare con il successivo razzo e riportare a terra il primo. Nel frattempo Smith svela la verità su Vanessa e Crenshaw: li scopre in un albergo durante una lite, proprio nel momento in cui lui la uccide con un colpo di pistola. Crenshaw in realtà è una spia dell'Est. Smith corre alla stazione per fermare il lancio e denunciare il complotto, ma il razzo è già in orbita.

## Produzione
Il regista Terence Fisher venne scelto dal produttore Michael Carreras, con il quale stava lavorando nello stesso anno al film Four Sided Triangle, "per realizzare una spy-story nello spazio ispirata a un radiodramma" di Charles Eric Maine, in una delle primissime pellicole di fantascienza della casa di produzione Hammer Film.
Alcuni spezzoni degli effetti speciali del razzo in decollo vennero tratti dal film RX-M Destinazione Luna.

## Curiosità
Spezzoni (solo sonori) di questo film sono presenti anche nel film I mostri (episodio L'oppio dei popoli), in cui il personaggio interpretato da Ugo Tognazzi resta assorto davanti alla visione del film e nulla lo distrae.

## Distribuzione
Venne distribuito negli Stati Uniti il 7 agosto 1953, nel Regno Unito il 21 dicembre 1953, mentre in Italia uscì nel 1959.

## Critica
Fantafilm la definisce una "pellicola senza pretese, con scenografie poco fantasiose, salvata in parte dall'uso che il regista fa delle angolazioni per rendere più vivace l'azione."